# الاعسان (فرع العدين)

تعديل مصدري - تعديل

الاعسان محلة تابعة لقرية ضنع، التابعة لعزلة العاقبة بمديرية فرع العدين إحدى مديريات محافظة إب في الجمهورية اليمنية، بلغ تعداد سكانها 248 حسب تعداد اليمن لعام 2004.